# Jaime Paz Zamora
Jaime Paz Zamora (Cochabamba, 15 de abril de 1939) es un político boliviano. Fungió como presidente de Bolivia desde el 6 de agosto de 1989 hasta el 6 de agosto de 1993 y como vicepresidente desde el 10 de octubre de 1982 hasta su renuncia el 14 de diciembre de 1984. Fue también uno de los fundadores del MIR. 
Fue el único sobreviviente de un catastrófico accidente aéreo ocurrido el 2 de junio de 1980; atentado planeado en su contra por el gobierno dictatorial de Luis García Meza. Sin embargo, a pesar de haber sobrevivido al atentado, el fatal accidente le dejó graves quemaduras en el cuerpo y en el rostro.

## Biografía
Jaime Paz Zamora nació en Cochabamba el 15 de abril de 1939, hijo del general tarijeño Néstor Paz Galarza, primo hermano del presidente Víctor Paz Estenssoro, y de la tarijeña Edith Zamora Pacheco.
Fue bachiller del colegio jesuita del Colegio del Sagrado Corazón en Sucre y se trasladó a la ciudad argentina de Córdoba donde ingresó a la orden religiosa de los redentoristas y estudió filosofía y teología. Antes de recibir el orden sacerdotal se retiró de la vida religiosa. Años después se graduó como licenciado en Ciencias Sociales y Políticas con mención en Relaciones Internacionales en la Universidad Católica de Lovaina.
El 7 de septiembre de 1971 fundó el Movimiento de Izquierda Revolucionaria "MIR", partido inscrito en la Internacional Socialista del cual fue líder, además de organizar la resistencia clandestina contra el régimen militar del General Hugo Banzer Suárez.[cita requerida]

### Vicepresidente de Bolivia
Fue elegido vicepresidente por el Congreso en 1982. Sus relaciones con el presidente Hernán Siles Zuazo fueron tensas y de confrontación por la ruptura entre el MIR y la coalición. Finalmente, renunció al cargo el 14 de diciembre de 1984 para habilitarse como candidato presidencial.

## Presidencia de Bolivia
El 5 de agosto de 1989 fue proclamado Presidente por el Congreso a pesar de haber quedado en tercer lugar durante las elecciones generales del 7 de mayo de ese año, gracias al apoyo político que recibió del segundo candidato más votado, el derechista y antiguo rival ideológico Hugo Banzer Suárez. Ayudando a Paz Zamora, Banzer evitó la proclamación de Gonzalo Sánchez de Lozada, quien había ganado las elecciones pero no con el 50% requerido para asumir la presidencia. Este apoyo puso fin a la popular frase que dio Paz Zamora durante las elecciones de 1980 de los «ríos de sangre insalvables», haciendo referencia a la persecución política que sufrieron los militantes del MIR durante la dictadura de Banzer.

### Gobierno
Durante su gobierno firmó el Acuerdo de Integración “Andrés de Santa Cruz” que establece que el Perú concede a Bolivia, por 50 años prorrogables, una zona franca turística a lo largo de 5 km² de la costa de Ilo, nombrada por los presidentes como “Bolivia-Mar”. Promulgó la Ley 1178 de Administración y control gubernamental. Abogó por el uso potencial medicinal e industrial de la coca, pero logró muy poco en la forma de resultados concretos.[¿según quién?] Por otro lado, acusaciones de corrupción aparecieron en su mandato, que finalmente desencadenarían en la encarcelación de su principal ayudante y cofundador del MIR, Oscar Eid, por supuestas conexiones con el tráfico de drogas; este último cumplió su período completo de cuatro años de prisión, pero a la larga esto trajo repercusiones completamente negativas para Paz Zamora y para el MIR. En política exterior, Paz Zamora logró exitosamente negociar la cesión de un puerto marítimo en la costa peruana, aunque sin continuidad territorial del territorio boliviano, por lo cual su beneficio resultó bastante limitado. 
Su gobierno quedó marcado por acusaciones de corrupción y numerosas sospechas acerca de vínculos con el narcotráfico. En especial, el caso de nombramiento del coronel retirado Faustino Rico Toro, como jefe de la Fuerza Antinarcóticos, sacudió al mundo de la política, hasta deber dejar el cargo 15 días después. Años más tarde, Rico Toro, exministro del interior, exjefe del sulfuroso Dep.II del Estado Mayor, bajo el ministro del interior, Luis Arce Gómez, del Gobierno de Luis García Meza, fue extraditado y encarcelado en los Estados Unidos, cumplió su condena y fue liberado el año 2002. 
A pesar de ello, ha sido uno de los gobiernos que más intentó implementar políticas de libre mercado en Bolivia (en 1992 Paz Zamora hizo aprobar la ley de privatización, antecesora de la ley de capitalización que implementaría Gonzalo Sánchez de Lozada).

### Salida del poder

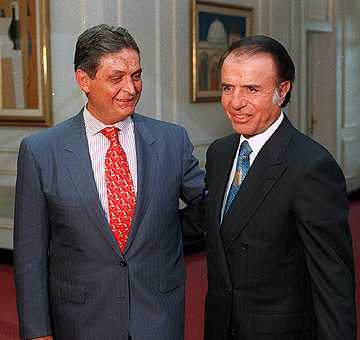
El presidente argentino Carlos Menem recibe al expresidente de la República de Bolivia, Jaime Paz Zamora.

En 1993 terminó su mandato y la derrota ese año de la candidatura oficialista de Hugo Banzer, debilitó al MIR y al mismo Paz Zamora. Ganó las elecciones el líder del Movimiento Nacionalista Revolucionario, Gonzalo Sánchez de Lozada. Paz Zamora se presentó para la presidencia en cuatro oportunidades: 1985, 1989, 1997 y 2002. Ocupó el tercer lugar en la preferencias en las tres primeras elecciones y el cuarto en la última. En las elecciones generales del 18 de diciembre de 2005 presentó su candidatura a prefecto del departamento por el frente "Convergencia Regional" (CR), integrado por el Movimiento de Izquierda Revolucionaria (MIR) y agrupaciones ciudadanas como "Dignidad, MAR" (de Bermejo) y "Poder Ciudadano" (de Yacuiba). Los resultados le dieron el segundo lugar con un 33,93% detrás del candidato Mario Cossío, del frente Encuentro Regional: Camino al Cambio (basado en el MNR), que ganó con un porcentaje de 45,64%, lo cual le llevó a ser el prefecto del departamento de Tarija.